# Tuney Tunes
Tuney Tunes was een Nederlands muziekblad dat is opgericht en werd uitgegeven door Jan van Haaren (drukker) uit Eindhoven tussen 1942 en 1966. Het eerste nummer rolde in de Tweede Wereldoorlog in 1942 van zijn pers in een zeer kleine oplage. Het was een klein boekje met in het begin alleen maar teksten van Amerikaanse songs die Jan zelf opschreef door de nummers op de radio te beluisteren. De prijs stond er in de oorlog in francs op vermeld om de Duitse bezetter om de tuin te leiden. Want Amerikaanse muziek was verboden, helemaal als die door zwarten gebracht werd. Jan van Haaren was echter een groot muziekliefhebber en had in de jaren dertig al een muziekblad willen beginnen, maar daar wilde zijn vader, die ook drukker was, toen niet aan.
Op 6 augustus 1942 verscheen het eerste nummer en na een bomaanslag, datzelfde jaar, verscheen het geruime tijd niet om vervolgens in januari 1943 weer geleverd te worden. Het was een klein blaadje van slechts acht pagina's met een geel kartonnen omslag. Helaas werd de drukkerij na twee maanden alweer gebombardeerd en verscheen het daarop volgende nummer pas in september 1944, toen het zuiden van Nederland verlost was van de Duitse bezetter. 
De eerste afleveringen hadden als titel "Het populaire songbook Tuney Tunes," aangevuld met "het bevat teksten der laatste Engelsche songs van Film, Radio en Grammofoon". In totaal verscheen het blad tijdens de oorlog acht keer in een oplage van enkele honderden exemplaren. 
Het eerste bovengrondse nummer van de Tuney Tunes verscheen in september 1944. Het formaat was meteen al een stukje groter en ook kwamen er de eerste redactionele stukjes. In de jaren vijftig werd het blad, samen met het jazzblad Rhythme de kurk waarop de drukkerij dreef. Jan van Haaren schreef er zelf voor, vertaalde stukjes uit Engelse bladen, maar had later ook medewerkers. 
In 1955 werd Skip Voogd, later bekend bij de NCRV-radio, benoemd tot redacteur en onder zijn leiding groeide het tijdschrift nog verder uit. Een jaar later, in 1956, kwam er ook een concurrent in de vorm van maandblad Muziek Expres, een uitgave van Paul Acket (ex-medewerker van Tuney Tunes). Dit blad begon in 1961 met publiceren in meerkleurendruk, waarmee het de oplage van "Tuney Tunes" snel voorbij streefde. In januari 1965 verkocht Van Haaren "Tuney Tunes" aan dezelfde Acket, die het blad in augustus 1966 een nieuwe naam gaf: “PopFoto Tuney Tunes”, later Popfoto. 
De hitlijsten in "Tuney Tunes" bestonden meestal uit 10 posities. De eerste hitlijst werd in maart 1959 bijgevoegd en de laatste in september 1964. In januari 1962 was er plotseling eenmalig een lijst met 20 posities en in 1964 zijn er enkele maanden helemaal geen lijsten verschenen.

## Publicaties
- Henk van Gelder en Hester Carvalho: Gouden tijden. Vijftig jaar Nederlandse popbladen. Amsterdam, Uitgeverij Jan Mets, 1993. ISBN 90-5330-121-6